# بوسيكات دولز
بوسيكات دولز (بالإنجليزية: Pussycat Dolls)‏ فرقة رقص أمريكية مكونة من مجموعة فتيات، تأسست في لوس أنجلوس، كاليفورنيا في عام 1995 كفرقة هزلية من قبل مصممة الرقصات روبن انتين، والتي قررت لاحقا (بناءً على اقتراح من رجل الأعمال الأمريكي جيمي يوفين [الإنجليزية]) أن تحول الفرقة الهزلية إلى فرقة موسيقية لأغاني البوب. ضمت الفرقة في البداية كل من نيكول شيرزينغر، كارميت باكر، آشلي روبرتس، جيسيكا سوتا ، ميلودي ثورنتون، وكيمبرلي وايت. أصدرت الفرقة أغنيتها المنفردة الأولى بعنوان (Sway) في الموسيقى التصويرية لفيلم (هل نرقص؟) عام 2004. الفرقة أصدرت أغنية بعنوان "Buttons" بالتعاون مع سنوب دوغ في 2006 و قد حققت الأغنية نجاح ساحق في فترة إصدارها و دليل على ذلك بأنها دخلت المرتبة الأولى في المخططات الموسيقية في الولايات المتحدة و غيرها، أما الفيديو الموسيقي للأغنية فتجاوز 725 مليون مشاهدة عبر موقع يوتيوب في فبراير 2023.

## وصلات خارجية
- بوسيكات دولز على موقع IMDb (الإنجليزية)
- بوسيكات دولز على موقع ميتاكريتيك (الإنجليزية)
- بوسيكات دولز على موقع ميوزك برينز (الإنجليزية)
- بوسيكات دولز على موقع رولينغ ستون (الإنجليزية)
- بوسيكات دولز على موقع أول ميوزيك (الإنجليزية)
- بوسيكات دولز على موقع ديسكوغز (الإنجليزية)